# R/antiwork
r/antiwork là một subreddit liên quan đến các phong trào lao động đương thời, phê bình công việc và phong trào chống lại việc làm.  Khẩu hiệu của diễn đàn là: "Thất nghiệp cho tất cả, không chỉ người giàu!" (Unemployment for all, not just the rich!) Các bài đăng trên diễn đàn thường mô tả trải nghiệm tiêu cực của nhân viên tại nơi làm việc, sự không hài lòng với điều kiện làm việc và sự mất đoàn kết.  Nhiều hành động khác nhau đã được quảng bá trên subreddit bao gồm việc người tiêu dùng tẩy chay Thứ Sáu Đen cũng như gửi đơn xin việc giả mạo đến Công ty Kellogg sau khi công ty công bố kế hoạch thay thế 1.400 công nhân đình công trong cuộc đình công năm 2021 của Kellogg . Mức độ phổ biến của r/antiwork tăng lên vào năm 2020 và 2021, và subreddit đã đạt được 900.000 người đăng ký chỉ riêng vào năm 2021, tích lũy gần 1.700.000 người đăng ký vào cuối năm. r/antiwork đã được so sánh với phong trào Chiếm lấy Phố Wall do nền tảng trí tuệ và đặc tính phi tập trung của subreddit.
Subreddit ban đầu được thành lập như một diễn đàn để thảo luận về tư tưởng chống công việc trong chủ nghĩa vô chính phủ hậu cánh tả. Tuy nhiên, sau sự phát triển nhanh chóng của nó, subreddit đã trở thành đại diện cho một xu hướng chính trị cánh tả rộng hơn, tập trung vào thảo luận về điều kiện làm việc và hoạt động lao động. Vào ngày 25 tháng 1 năm 2022, một trong những người kiểm duyệt của subreddit, Doreen Ford, đã tham gia một cuộc phỏng vấn với người dẫn chương trình của Fox News Jesse Watters . Cuộc phỏng vấn đã bị chỉ trích dữ dội trên Reddit và các nền tảng mạng xã hội khác, khiến subreddit tạm thời đóng cửa. 

## Lịch sử

### Thời kì đầu (2013 - 2020)
r/antiwork được thành lập vào năm 2013 như một diễn đàn để thảo luận về tư tưởng chống lại việc làm trong chủ nghĩa vô chính phủ hậu cánh tả. Những năm đầu của nó được định hình bởi Doreen Ford, một người điều hành trên subreddit từ năm 2013. Vào năm 2014, Ford đã viết một blog có tên AbolishWork.com.Cho đến năm 2017, Ford đã làm việc tại một loạt công việc bán lẻ trong một thập kỷ, mà cô mô tả là "khốn khổ".  Năm 2017, Ford nghỉ việc trong lĩnh vực bán lẻ để làm việc với động vật, chủ yếu là chó, theo lời khuyên của bà cô. Tính đến năm 2021, cô kiếm sống bằng cách dắt chó đi dạo, cho thú cưng ngồi và thông qua huy động vốn từ cộng đồng trên Patreon của cô ấy.

### Tăng trưởng nhanh chóng (2020 - 2021)
r/antiwork bắt đầu phát triển nhanh chóng trong đại dịch COVID-19 khi hàng triệu người bị cho thôi việc hoặc giảm giờ làm. Các nhân viên từ xa bắt đầu chia sẻ cách để chống lại phần mềm theo dõi năng suất của nhân viên.
Vào năm 2019, số lượng người đăng ký là 13.000 người, đã tăng lên 100.000 người vào đầu năm 2020.  Mức độ phổ biến của subreddit tăng lên sau khi mọi người bắt đầu đăng tin nhắn của bản thân để thông báo cho người sử dụng lao động rằng họ không còn muốn công việc của mình. Vào tháng 11 năm 2021, số lượng người đăng ký đã vượt quá một triệu người.  Đến tháng 12 năm 2021, con số đó đã tăng lên 1,4 triệu,  và vào tháng 1 năm 2022 là hơn 1,7 triệu. Vào ngày 26 tháng 1, r/antiwork là subreddit có lượng truy cập tăng cao nhất mà không phải là subreddit "mặc định" của Reddit. 
Vào năm 2021, các thành viên của r / antiwork đã kêu gọi "Tẩy chay Ngày Thứ Sáu Đen". Mặc dù ban đầu là một cuộc tổng đình công vào Thứ Sáu Đen, nhưng nó đã biến thành một cuộc tẩy chay của người tiêu dùng.
Vào tháng 10 năm 2021, r/antiwork đã lan truyền mạnh mẽ sau khi một nhân viên kho đăng ảnh chụp màn hình văn bản mà họ gửi cho người giám sát của mình thông báo rằng họ sẽ nghỉ việc, dẫn đến "một loạt các tin nhắn từ những người dùng khác." 
Vào tháng 11 năm 2021, bài đăng phổ biến nhất trên r/antiwork đã khuyến khích mọi người biến cuộc đình công của McDonald's đang xảy ra ở Mỹ vào thời điểm đó thành một cuộc tổng đình công lớn hơn: Yêu cầu McDonald trả cho nhân viên của mình 25 đô la một giờ. Người thực hiện bài đăng sau đó đã tạo và chia sẻ một tấm biển chống việc làm với khẩu hiệu "Tẩy chay việc thuê người của McDonald's" phía trên hình ảnh một công nhân đang vung búa. Mọi người bắt đầu in biển hiệu và dán nó lên trong các nhà hàng thức ăn nhanh. 
Vào ngày 9 tháng 12 năm 2021, sau khi Kellogg's công bố kế hoạch thuê công nhân cố định mới để thay thế 1.400 công nhân đình công, một chủ đề trên r/antiwork đã kêu gọi các thành viên gửi đơn xin việc giả mạo cho các vị trí mới để áp đảo hệ thống tuyển dụng của công ty. Tính đến ngày 10 tháng 12 năm 2021, chủ đề đã có hơn 62.000 lượt ủng hộ; giám đốc truyền thông của công đoàn đại diện cho những người lao động đình công đã mô tả nó là "hiện tượng". Các thành viên báo cáo đã gửi đơn giả mạo và trang web tuyển dụng đã bị lỗi liên tục;  Người phát ngôn của Kellogg đã phủ nhận rằng trang web đã bị sập, nói với Business Insider rằng quá trình tuyển dụng đã "hoạt động ổn định".  Sáng kiến này đã lan sang các nền tảng truyền thông xã hội khác. 

### Cuộc phỏng vấn Jesse Watters, tranh cãi nội bộ và hậu quả (2022)
Vào ngày 25 tháng 1 năm 2022, Doreen Ford đã tham gia một cuộc phỏng vấn với người dẫn chương trình của Fox News, Jesse Watters. Cuộc phỏng vấn đã nhận được sự đón nhận vô cùng tiêu cực từ các thành viên của subreddit. Các thành viên của subreddit đã đặt câu hỏi tại sao Doreen cảm thấy cô ấy có quyền đại diện cho phong trào chống việc làm. r/antiwork nhanh chóng chuyển sang chế độ riêng tư vào ngày hôm sau và người kiểm duyệt subreddit cho biết đây là biện pháp tạm thời để ngăn chặn sự phá hoại từ các subreddit khác.  Noah Berlatsky, viết cho The Independent , tuyên bố rằng buổi phỏng vấn đã trở thành "một thảm họa công khai đối với r/antiwork" và khiến subreddit "bị chế giễu rộng rãi".  Oliver Whang, viết cho The New York Times, lưu ý: "Có nhiều giả thuyết bắt đầu nảy sinh xung quanh việc một số người kiểm soát những người điều hành, cố gắng biến cộng đồng chống lại chính nó."  Doreen bị quấy rối trực tuyến, bao gồm cả những lời đe dọa bằng hình ảnh và những người xúc phạm ngoại hình của cô. Theo Nielsen Media Research, khoảng 3,6 triệu khán giả đã xem chương trình của Watters vào ngày phỏng vấn. 
Subreddit r/workreform, đã được bắt đầu vào ngày 26 tháng 1 và một số thành viên của r/antiwork đã tham gia subreddit đó. Trong vòng 24 giờ, subreddit đã có hơn 400.000 thành viên. Tốc độ phát triển của subreddit mới cuối cùng đã chậm lại với khoảng 450.000 thành viên và đã phát triển đều đặn kể từ đó. 
Vào ngày 27 tháng 1, người kiểm duyệt subreddit Kimezukae đã đăng một tuyên bố trên subreddit nói rằng "Chúng tôi sẽ không chấp nhận bất kỳ cuộc phỏng vấn nào trong ngắn hạn và sẽ hỏi cộng đồng về việc liệu chúng tôi có thể chấp nhận một cuộc phỏng vấn hay những phương tiện truyền thông đại chúng nào sẽ hoàn toàn bị cấm ". Tuyên bố cũng nói rằng Ford sẽ bị loại khỏi tư cách người kiểm duyệt của subreddit và Kimezukae đã thực hiện các cuộc phỏng vấn với ba hãng truyền thông quốc tế lớn chưa được công bố, trong đó có một cuộc phỏng vấn với The New York Times.  Theo Vice, "Tuy nhiên, kể từ cuộc phỏng vấn của Fox News, chủ đề chính của cuộc trò chuyện trên subreddit là chính cuộc phỏng vấn, ai là người 'sở hữu' subreddit, những bê bối đến từ sự thất bại của buổi phỏng vấn trên Fox News và kiểm duyệt các bài đăng về cuộc phỏng vấn của Fox News." Lưu trữ ngày 27 tháng 1 năm 2022 tại Wayback Machine  Sau khi r/antiwork được mở lại cho công chúng, mọi dấu vết về tài khoản của Doreen đã bị xóa khỏi subreddit. Trong vòng vài ngày, các bài đăng về những ông chủ lạm dụng đã thống trị nội dung của subreddit một lần nữa và subreddit đã phát triển đều đặn kể từ đó. Sau đó, một bài đăng có tiêu đề " Khoảng cách lương của người chuyển giới ở Mỹ " đã được ghim lên đầu trang subreddit. 
Vào tháng 5 năm 2022, trước dự thảo quyết định của Tòa án Tối cao Hoa Kỳ bị rò rỉ về việc lật lại Roe v. Wade , các thành viên của r/antiwork đã quảng bá ý tưởng về một cuộc tổng đình công chống lại phán quyết có thể xảy ra của Tòa án Tối cao sẽ lật đổ Roe. Tuy nhiên, một người điều hành subreddit đã chỉ trích cuộc tổng đình công là "không hiệu quả". 